# Luciano Pocrnjic
Luciano Darío Pocrnjic (Santa Fe, 4 agosto 1981) è un ex calciatore argentino, di ruolo portiere.